# Pisístrato
Pisístrato (c. 603/598-527 a. C.) ―llamado en griego Πεισίστρατος, Peisístratos― fue un destacado tirano griego del siglo VI a. C. que gobernó Atenas por primera vez en 561-560, por segunda vez hasta el 556 y por tercera vez del 546 a 527 a. C.

## Inicios políticos
Hijo de Hipócrates, filósofo y profesor perteneciente a una familia aristocrática ateniense cercana al legislador Solón, Pisístrato se distinguió en la guerra contra Mégara (c. 573-568), dirigiendo el ejército ateniense como polemarco. Logró recuperar Salamina y conquistar la ciudad de Nisea y el puerto de Mégara. Sus acciones y su amistad con Solón le valieron un lugar destacado en la política ateniense, que pronto sabría explotar.
Cuando Solón abandonó Atenas, la sociedad quedó dividida en dos grupos políticos: los que deseaban un gobierno oligárquico (partido de la llanura o pediakoí), dirigidos por Licurgo, y los que querían mantener las reformas de Solón (partido de la costa o parálioi), liderados por Megacles II.
Pisístrato aprovechó su fama y popularidad para formar un tercer grupo, el de los diákrioi o hyperákrioi, formado principalmente por gente humilde, que quería reformas radicales a sus problemas.

## Primer gobierno
En el 561 a. C. se presentó ante los atenienses reunidos en el ágora, anunciando que había sido víctima de un ataque propiciado por sus enemigos políticos y del que se salvó de milagro. Uno de sus partidarios propuso que se le concediera una guardia personal para su protección, y la asamblea popular le concedió cincuenta hombres armados con garrotes, que empleó para tomar la Acrópolis en una audaz acción y dar un golpe de Estado[cita requerida], convirtiéndose en tirano. Sin embargo este primer gobierno sería efímero, pues la alianza de los pediakoí y los parálioi le forzó a abandonar el poder al año de haberlo adquirido.

## Segundo gobierno
Regresó el año 559 a. C.[cita requerida] con la ayuda de Megacles, ahora enemistado con Licurgo, a condición de que Pisístrato se casase con la hija de Megacles.
Se hizo de nuevo con el poder y gobernó hasta el año 556 a. C. Su negativa a tener hijos con la hija de Megacles, para no perjudicar a sus hijos mayores, Hipias e Hiparco, condujo a que sus dos enemigos se volvieran a aliar, lo expulsaran y confiscaran todos sus bienes.

## Tercer gobierno
Permaneció exiliado diez años, durante los cuales se enriqueció con las minas de oro de Macedonia y Tracia, formando un nuevo ejército y derrotando de forma definitiva a sus enemigos en Palene, en el 546 a. C.
Para evitar nuevas rebeliones contra su poder, tomó medidas más firmes para conservarlo, pero con la misma moderación con que se había distinguido anteriormente. Efectivamente Pisístrato gobernó con moderación y benevolencia, que le atrajo las simpatías del pueblo. Supo dominar las querellas políticas; embelleció la ciudad con templos como los de Zeus Olímpico y de Apolo, además de caminos y el Liceo. Construyó el primer acueducto de Atenas y nuevos mercados; dio facilidades para el comercio y la industria; según la tradición, fue el primero en mandar escribir los poemas de Homero, la Ilíada y la Odisea. También se le atribuyen las obras del primer teatro de Atenas (donde se hallaba el altar a Bromio, en la ladera sur de la Acrópolis), por lo que se le considera también un impulsor de la tragedia griega.
Pisístrato hizo cuanto pudo para embellecer a Atenas, impulsando también su poder militar, acentuando el poder naval, ocupando regiones del Helesponto y costas de Asia Menor, extendiendo su autoridad hasta otros lugares del norte del mar Egeo y de las Cícladas.
Falleció en el año 527 a. C., dejando el poder a sus dos hijos, Hipias e Hiparco, quienes se desviarían del camino de moderación del padre y se convertirían en tiranos en el sentido actual de la palabra, siendo posteriormente derrocados e instaurada la democracia, con la llegada al poder de Clístenes.
| Predecesor: Solón de Atenas | Tirano de Atenas 561-560; ca. 559-556; 546-527 a. C. | Sucesor: Hipias e Hiparco |